# Валинфанте (Мачерата)
Валинфанте је насеље у Италији у округу Мачерата, региону Марке.
Према процени из 2011. у насељу је живело 49 становника. Насеље се налази на надморској висини од 863 м.